# Renfe Mercancías
Renfe Mercancías, S.M.E. S.A., más conocida como Renfe Mercancías, es una Sociedad Mercantil Estatal dedicada a la prestación de servicios de transporte de mercancías por ferrocarril, actualmente propiedad del Grupo Renfe, que en 2023 ha anunciado la venta del 50% de su participación a Mediterranean Shipping Company, empresa que en 2016 también adquirió la filial de mercancías de Comboios de Portugal, actualmente denominada MEDWAY S.A.. 

## Historia
Renfe Operadora se dividió en cuatro sociedades anónimas de su propiedad como parte de la liberalización del transporte ferroviario en España, creándose Renfe Mercancías S.M.E., S.A. el 11 de diciembre de 2013.

## Cuota de mercado
Según datos de la Comisión Nacional de los Mercados y la Competencia, Renfe Mercancías tenía una cuota de mercado en España del 38% en el tercer trimestre de 2024, siendo el primer operador de mercancías nacional, seguido por CAPTRAIN España, con el 21% del mercado; Continental Rail, con el 15%; MEDWAY S.A. con el 10%, y Transfesa con el 5%.

## Productos
Ofrece una amplia variedad de mercancías, que incluyen:
- Mercancía contenerizada
- Siderúrgicos
- Automoción
- Graneles sólidos y líquidos
- Madera y papel
- Productos paletizados
- Transportes especiales

## Material rodante
A mayo de 2024, la flota de Renfe Mercancías consiste en las siguientes locomotoras:
| Serie       | En servicio | Pedidos | Constructor                              | Incorporación a la flota | Notas                                                       |
| ----------- | ----------- | ------- | ---------------------------------------- | ------------------------ | ----------------------------------------------------------- |
| Serie 251   | 26          | —       | CAF, MACOSA, WESA, GEE, Mitsubishi       | 1982                     | [ 4 ]                                                       |
| Serie 252   | 9           | —       | Siemens, CAF, GEC Alsthom, Krauss-Maffei | 1992                     | 75 unidades fabricadas, las demás realizan otros servicios. |
| Serie 253   | 96          | —       | Bombardier Transportation                | 2008                     | [ 6 ]                                                       |
| Serie 256   | 12          | 12      | Stadler Rail                             | 2022                     | Transacción valorada en 206 millones de euros.              |
| Serie 319   | 13          | —       | MACOSA, General Motors, Meinfesa, Alstom | 1985                     | Reformadas por MACOSA.                                      |
| Serie 333.3 | 47          | —       | Macosa, General Motors, NOHAB, Alstom    | 2002                     | Reformadas por Alstom.                                      |
| Total       | 201         | 14      |                                          |                          |                                                             |